# Karyn Parsons
Karyn Parsons Rockwell (Los Angeles, 8 d'octubre de 1966) és una actriu, autora i còmica estatunidenca. És principalment coneguda pel seu paper de Hilary Banks a la comèdia de la NBC El Príncep de Bel Air de 1990 a 1996. Parsons també va ser protagonista de la pel·lícula Major Payne de 1995 al costat de Damon Wayans, i de la sèrie The Job (2001–2002) com a Toni.

## Primers anys de vida
Parsons va néixer el 8 d'octubre de 1966 a Los Angeles, Califòrnia. En una entrevista per a Essence el 2008, va descriure la seva filiació com a biracial. La seva mare, Louise Parsons, és afroamericana de Charleston, Carolina del Sud i el seu pare, Kenneth B. Parsons, és britànic-estatunidenc d'ascendència anglesa i gal·lesa i de Butte, Montana. Va assistir a l'escola secundària de Santa Monica. 

## Carrera

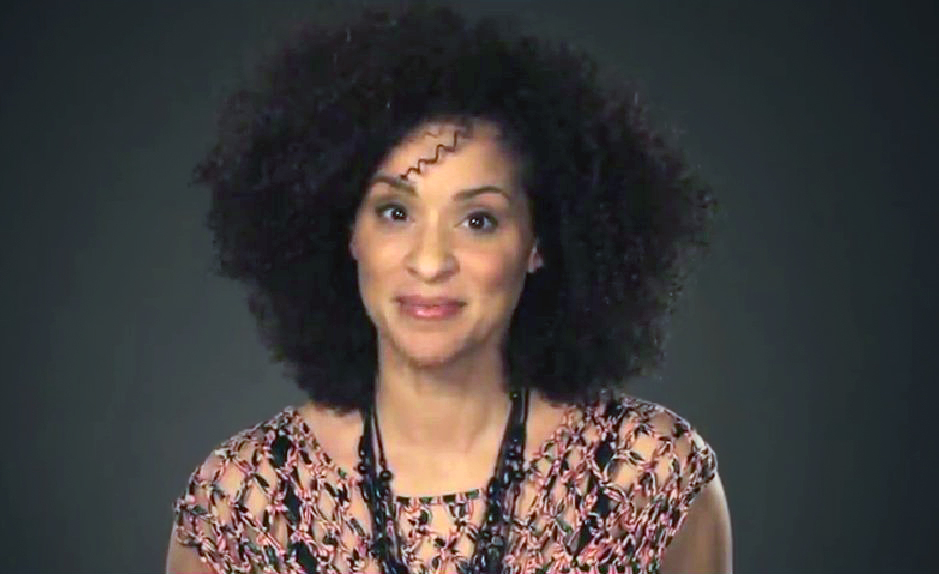
Karyn Parsons a l'època d'El Príncep de Bel Air.

Parsons va interpretar a Hilary Banks a la comèdia El Príncep de Bel Air, que es va emetre a la NBC de 1990 a 1996. Va cocrear, coproduir, coescriure i coprotagonitzar la comèdia de situació de Fox Lush Life el 1996, que més tard va ser cancel·lada després de quatre episodis. El 2001, va protagonitzar la sèrie de televisió aclamada per la crítica però de curta durada The Job amb Denis Leary. A més de la televisió, Parsons ha protagonitzat diverses pel·lícules, especialment comèdies com Late Nights (1992), Major Payne (1995) i The Ladies Man (2000). Parsons és la fundadora de la Sweet Blackberry Foundation, que produeix pel·lícules d'animació i llibres sobre herois negres no coneguts. El primer vídeo de la sèrie tractava sobre Henry "Box" Brown, un esclau que es va enviar per correu als abolicionistes per obtenir la llibertat.
Parsons també ha publicat tres llibres per a nens: una novel·la de grau mitjà, How High the Moon (2019), que es va inspirar lliurement en històries de la infància de la seva mare al Jim Crow South; i dues biografies de llibres il·lustrats de Sweet Blackberry sobre figures històriques negres, il·lustrades per R. Gregory Christie: Flying Free (2020) sobre l'aviadora pionera Bessie Coleman i Saving the Day (2021) sobre l'inventor Garrett Morgan.

## Vida personal
Parsons es va casar amb el director Alexandre Rockwell el 2003. Junts tenen una filla, Lana, i un fill, Nico.

## Filmografia

### Pel·lícules
| Any  | Tiítol                 | Paper         | Notes               |
| ---- | ---------------------- | ------------- | ------------------- |
| 1989 | Death Spa              | Brooke        | Pel·lícula de debut |
| 1992 | Class Act              | Ellen         |                     |
| 1995 | Major Payne            | Emily Walburn |                     |
| 1998 | Mixing Nia             | Nia           |                     |
| 2000 | The Ladies Man         | Julie Simmons |                     |
| 2002 | 13 Moons               | Lily          |                     |
| 2018 | On Monday of Last Week | Tracy         | Curtmetratge        |
| 2020 | Sweet Thing            | Eve           |                     |

### Televisió
| Any     | Títol                     | Paper            | Notes                                                     |
| ------- | ------------------------- | ---------------- | --------------------------------------------------------- |
| 1987    | The Bronx Zoo             | Amelia           | Episodis: "Changes" i "The Power of a Lie"                |
| 1988    | Hunter                    | Elizabeth Childs | Episodi: "Renegade"                                       |
| 1988    | CBS Summer Playhouse      | Lynette          | Episodi: "Roughhouse"                                     |
| 1990–96 | El Príncep de Bel Air     | Hilary Banks     | Paper principal; 146 episodis                             |
| 1992    | Blossom                   | Hilary Banks     | Episodi: "Wake Up Little Suzy"                            |
| 1992    | Out All Night             | Hilary Banks     | Episodi: "The Great Pretender"                            |
| 1995    | The John Larroquette Show | Annie            | Episodi: "Several Unusual Love Stories"                   |
| 1996    | Gulliver's Travels        | Lady-in-waiting  | Episodi: "February 4, 1996"                               |
| 1996    | Lush Life                 | Margot Hines     | Paper principal                                           |
| 1999    | Melrose Place             | Jackie Zambrano  | Episodis: "How Amanda Got Her Groove" i "Unpleasantville" |
| 1999    | Linc's                    | Elaine           | Episodi: "Dog Day Afternoon"                              |
| 2001–02 | The Job                   | Toni             | Paper principal                                           |
| 2002    | Static Shock              | Tracy            | Veu; episodi: "Static Shaq"                               |